# اوچیمیانو
اوچیمیانو (به ایتالیایی: Occimiano) یک کومونه در ایتالیا است که در استان آلساندریا واقع شده‌است.

## خصوصیات
اوچیمیانو ۲۲٫۴ کیلومترمربع مساحت و ۱٬۴۰۹ نفر جمعیت دارد.